# Moraleja de las Panaderas
Moraleja de las Panaderas is een gemeente in de Spaanse provincie Valladolid in de regio Castilië en León met een oppervlakte van 15,34 km². Moraleja de las Panaderas telt 39 inwoners (1 januari 2016).

## Demografische ontwikkeling
Bron: INE, 1857-2011: volkstellingen